# The Freeman
The Freeman fue la principal publicación de la Fundación para la Educación Económica (FEE) de Estados Unidos. Comenzó como una revista mensual de tamaño de estudio, que llegó a aparecer 10 veces al año como una revista de mayor tamaño. 
The Freeman originalmente era una publicación pro mercado libre bi-semanal de 1950 de Nueva York que por problemas de financiamiento fue adquirida en 1956 por FEE y fusionada con la publicación trimestral de ésta, creada en 1955, Ideas on Liberty. En la década de 1980 llegó a tener una circulación mensual de 50.000 ejemplares. FEE dejó de publicarla en 2016 alegando que en adelante enfocaría su esfuerzo editorial a su sitio web.

## Publicaciones anteriores llamadasThe Freeman
The Freeman ha sido un popular nombre de revistas predecesoras más o menos libertarias. Había una revista con ese nombre publicada en los EE. UU. poco después de la guerra civil estadounidense. Albert Jay Nock, notable figura literaria, editó una revista llamada The Freeman en los primeros años 1920, que fue revivida por su ex asistente Suzanne La Follette como The New Freeman en la década de 1930, cosa similar realizó Frank Chodorov; LaFollette también fue uno de los editores fundadores del The Freeman de los 1950. Además, la Escuela Henry George publicó una revista The Freeman durante la Segunda Guerra Mundial. El predecesor inmediato de The Freeman de FEE, sin embargo, fue la revista bi-semanal de Nueva York antes mencionada.